# Frédéric Vitoux
Frédéric Vitoux (Vitry-aux-Loges, 19 agosto 1944) è uno scrittore e giornalista francese, membro dell'Académie Française.
Noto in Francia come autore di romanzi, biografo e columnist letterario, è stato eletto nel 2001 all'Académie Française, dove occupa il seggio numero 15.

## Opere
- 1973 - Louis-Ferdinand Céline, Misère et parole  (Gallimard)
- 1973 - Cartes postales  (Gallimard)
- 1976 - Les Cercles de l'orage  (Grasset)
- 1976 - Bébert, le chat de Louis-Ferdinand Céline  (Grasset)
- 1978 - Yedda jusqu'à la fin  (Grasset)
- 1978 - Céline  (Belfond)
- 1979 - Un amour de chat  (Balland)
- 1981 - Mes îles Saint-Louis  (Le Chêne)
- 1982 - Gioacchino Rossini  (Le Seuil)
- 1983 - Fin de saison au Palazzo Pedrotti  (Le Seuil)
- 1985 - La Nartelle  (Le Seuil)
- 1986 - Il me semble désormais que Roger est en Italie  (Actes-Sud)
- 1987 - Riviera  (Le Seuil)
- 1988 - La Vie de Céline  (Grasset)
- 1990 - Sérénissime  (Le Seuil)
- 1990 - L'Art de vivre à Venise  (Flammarion)
- 1992 - Charles et Camille  (Le Seuil)
- 1993 - Paris vu du Louvre  (A. Biro)
- 1994 - La Comédie de Terracina  (Le Seuil)
- 1996 - Deux femmes  (Le Seuil)
- 1998 - Esther et le diplomate  (Le Seuil)
- 2000 - L'ami de mon père  (Le Seuil)
- 2001 - Le Var pluriel et singulier  (Équinoxe)
- 2003 - Des dahlias rouge et mauve  (Le Seuil)
- 2004 - Villa Sémiramis  (Le Seuil)
- 2005 - Le roman de Figaro  (Fayard)